# Siège de Limerick (1650-1651)
Pour les articles homonymes, voir Siège de Limerick.
Conquête cromwellienne de l'Irlande
Batailles
- Drogheda
- Wexford
- Clonmel
- Limerick
- Waterford
- Galway

Limerick, dans l'ouest de l'Irlande, a été le théâtre de deux sièges pendant les guerres confédérées irlandaises. Le deuxième, le plus important d'entre eux, a eu lieu lors de la conquête cromwellienne de l'Irlande en 1650–1651. Limerick était l'une des dernières villes fortifiées détenues par une alliance de confédérés irlandais et de royalistes contre les forces du Parlement anglais. Sa garnison, dirigée par Hugh Dubh O'Neill (en), se rendit à Henry Ireton après un siège prolongé et amer. Plus de 2 000 soldats de la New Model Army de Cromwell ont été tués à Limerick et Henry Ireton, le gendre de Cromwell, est mort de la peste à la suite du siège.

## Premier siège d'Ireton (octobre 1650)
En 1650, les confédérés irlandais et leurs alliés royalistes anglais avaient été chassés de l'est de l'Irlande par l'armée de Cromwell. Leurs dernières positions se trouvaient derrière la rivière Shannon, dont Limerick était le bastion méridional. Oliver Cromwell lui-même avait quitté l'Irlande en mai 1650, déléguant son commandement des forces parlementaires en Irlande à Henry Ireton, qui envoya Hardress Waller (en) prendre Limerick. La ville était défendue par Hugh Dubh O'Neill avec un reste de l'armée confédérée d'Ulster. Lorsque l'avant-garde de Waller s'approcha de la ville, le conseil municipal accepta également James Tuchet, 3e comte de Castlehaven avec ses troupes royalistes dans la ville. Le 9 septembre 1650, Waller intima l'ordre à la ville de se rendre. Waller fut ensuite rejoint par Ireton. Cependant, le temps était de plus en plus humide et froid et Ireton a été contraint d'abandonner le siège avant le début de l'hiver. Il se retira donc dans ses quartiers d'hiver à Kilkenny où il arriva le 10 novembre 1650.

## Le retour d'Ireton et le blocus de Limerick (juin 1651)
Ireton revint l'année suivante le 3 juin 1651 avec 8 000 hommes, 28 pièces d'artillerie de siège et 4 mortiers. Le siège fut lancé après le refus d'une proposition de reddition par le commandant de la place, Hugh Dubh O'Neill.
Limerick en 1651 était divisée en deux parties, la ville anglaise et la ville irlandaise, qui ont été séparées par la rivière Abbey. La ville anglaise, qui contenait la citadelle du château du roi Jean, était entourée d'eau, par la rivière Abbey sur trois côtés et le Shannon de l'autre, dans ce qui était connu sous le nom de King's Island . Il n'y avait qu'un seul pont vers l'île - le pont Thomond - qui était fortifié par terrassements bastionnés. La ville irlandaise était plus vulnérable, mais aussi plus fortifiée. Ses murs médiévaux avaient été étayés par 20 pieds (environ 6 mètres) de terre, ce qui rendait difficile d'y percer une brèche. De plus, la ville irlandaise avait une série de bastions le long de ses murs, protégés des canons qui couvraient les abords. Les plus grands de ces bastions se trouvaient à St John's Gate et Mungret Gate. La garnison de la ville comptait 2 000 hommes et était composée principalement de vétérans de l'armée confédérée d'Ulster, commandée par O'Neill, qui s'était distinguée au siège de Clonmel l'année précédente.
Parce que Limerick était très bien fortifiée, Ireton ne risqua pas un assaut sur ses murs. Au lieu de cela, il sécurisa les approches de la ville, coupa ses approvisionnements et construisit des postes d'artillerie pour bombarder les défenseurs. Ses troupes prirent le fort du pont Thomond, mais les Irlandais détruisirent le pont lui-même, empêchant les parlementaires d'accéder à la ville anglaise. Ireton tenta alors une attaque amphibie sur la ville, un groupe d'assaut attaquant la ville dans de petits bateaux. Ils rencontrèrent d'abord des succès, mais les hommes d'O'Neill lancèrent une contre-attaque, les repoussant. Après l'échec de cette attaque, Ireton résolut de soumettre la ville à la faim et construisit deux forts connus sous le nom de fort d'Ireton et de fort de Cromwell sur la colline voisine de Singland. Une tentative irlandaise pour soulager la ville par le sud fut mise en déroute lors de la bataille de Knocknaclashy. Le seul espoir d'O'Neill était maintenant de tenir le coup jusqu'à ce que le mauvais temps et la faim forcent Ireton à lever le siège. À cette fin, O'Neill essaya d'envoyer les vieillards, les femmes et les enfants de la ville hors de la ville afin que ses approvisionnements durent un peu plus longtemps. Cependant, les hommes d'Ireton tuèrent 40 de ces civils et renvoyèrent le reste à Limerick.

## La reddition de Limerick (octobre 1651)

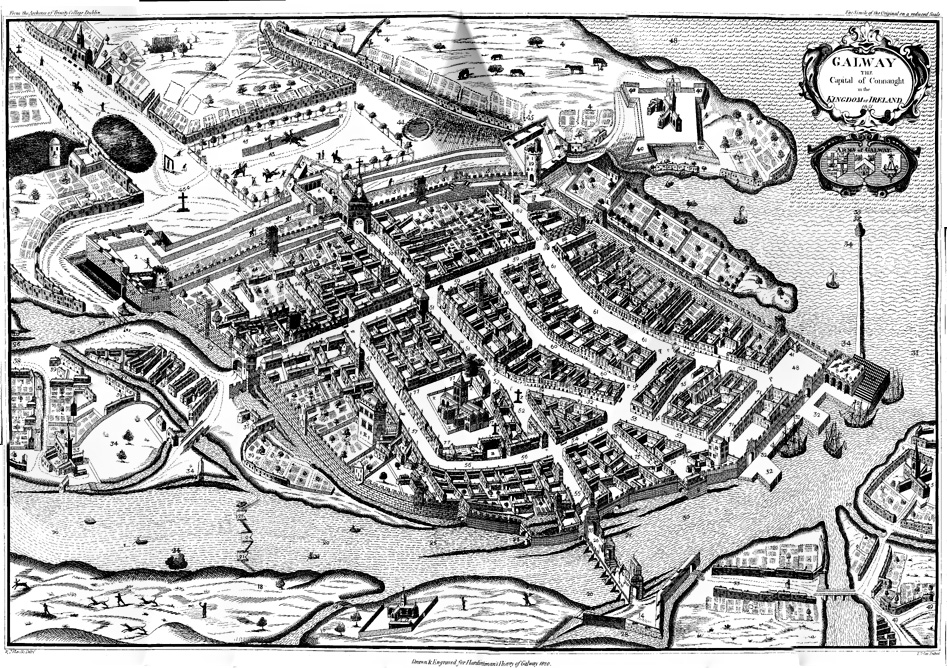
Plan de Galway vers 1651

Après ça, O'Neill subit la pression du maire de la ville et de la population civile qui lui enjoignait de se rendre. La garnison et les civils de la ville souffraient terriblement de la faim et de la maladie, en particulier d'une épidémie de peste. De plus, Ireton trouva un point faible dans les défenses de la ville irlandaise et y mit une brèche, ouvrant la perspective d'un assaut total. Finalement, en octobre 1651, quatre mois après le début du siège, une partie de la garnison de Limerick (les royalistes anglais sous le colonel Fennell) se mutina et retourna quelques canons vers l'intérieur, menaçant de tirer sur les hommes d'O'Neill à moins qu'ils ne se rendent. Hugh Dubh O'Neill ordonna la reddition de Limerick le 27 octobre.
Les vies et les biens des habitants ont été respectés, mais ils ont été avertis qu'ils pourraient être expulsés à l'avenir. La garnison a été autorisée à marcher vers Galway, qui résistait toujours, mais dut laisser ses armes derrière elle. Cependant, la vie des chefs civils et militaires de Limerick était exclue des conditions de reddition. Un évêque catholique Terence Albert O'Brien, un échevin et l'officier royaliste anglais, le colonel Fennell (que les parlementaires qualifièrent de «soldat de fortune») furent pendus. O'Neill a également été condamné à mort, mais a été gracié  par le commandant parlementaire Edmund Ludlow. Il fut, à la place, emprisonné à Londres. L'ancien maire Dominic Fanning a été dessiné, écartelé et décapité, avec sa tête montée au-dessus de St. John's Gate.

## Bilan
Plus de 2 000 soldats parlementaires anglais sont morts à Limerick, principalement de maladies. Parmi eux, Henry Ireton, décédé un mois après la chute de la ville. Environ 700 membres de la garnison irlandaise sont morts et un nombre inconnu, mais probablement beaucoup plus grand, de civils - généralement estimé à environ 5 000.

## Sources
- Bagwell, Richard (1909), Ireland under the Stuarts and under the Interregnum, 2, London: Longmans, Green, and Co.
- Coffey, Diarmid (1914), O'Neill and Ormond - A Chapter of Irish History, Dublin: Maunsel & Company
- FitzGerald, Reverend Patrick; McGregor, J. J. (1827), The History, Topography, and Antiquities of the County and City of Limerick, 2, Limerick: George McKern - Political and Military History
- Simms, John Gerald (1986), War and Politics in Ireland 1649–1730, London: The Hambledon Press,  (ISBN 0-907628-72-9)
- Warner, Ferdinand (1768), History of the Rebellion and Civil-War in Ireland, 2, Dublin: James William